# Dorothy Podber
Dorothy Podber (Nueva York, 15 de septiembre de 1932 – Nueva York, 9 de febrero de 2008) fue una artista de performance estadounidense.

## Biografía
Nacida en el Bronx, su madre intentó no tener a la niña porque su padre trabajaba para el mafioso judío Dutch Schultz. Podber recordaría más tarde como una influencia disruptiva por sus compañeros de clase de la escuela secundaria West Walton.
Denominada como la niña salvaje de la escena artística de la ciudad de Nueva York en las décadas de los 50 y 60, ayudó a dirigir la Galería Nonagon, que mostraba el trabajo de una joven Yoko Ono y era conocida por organizar los conciertos de jazz de artistas como Charles Mingus. Sin embargo, su mayor fama y notoriedad provino de su trabajo como musa y colaboradora de artistas muy destacados. En una ocasión, en 1964, visitó The Factory, el estudio de Andy Warhol, y disparó contra una pila de serigrafías de Marilyn Monroe, después de lo cual se le prohibió la entrada al estudio. Estas cuatro pinturas fueron posteriormente llamadas Shot Marilyns, y dos se encuentran entre las pinturas más caras jamás vendidas.
Podber se jactaba de su reputación de chica mala. En una entrevista en 2006, dijo:
He sido mala toda mi vida. Hacerle bromas sucias a la gente es mi especialidad.
Cuando los fondos escaseaban, encontró formas poco ortodoxas de ganar dinero, participando en negocios tan diversos como enviar empleadas domésticas a los consultorios médicos en un intento de obtener acceso a sus prácticas farmacéuticas o dirigir un servicio ilegal de derivación a abortos. Ella hizo papeleo para B'nai Brith el tiempo suficiente para abrir la caja fuerte y usar su contenido en su propia máquina falsificadora de cheques. Su actitud hacia estas empresas rayaba en la indiferencia. “Nunca trabajé mucho”, supuestamente dijo.
Se casó en tres ocasiones y tuvo numerosos romances. Su último marido fue Lester Schwartz que tuvo una larga relación sentimental con el actor y director Julian Beck. Schwartz murió en 1986. Podber se declaraba bisexual, algo que ella y Schwartz tenían en común. Uno de sus novios era banquero con el que solo mantenía relaciones sexuales en el suelo lleno de billetes de la bóveda de su empresa. No tuvo hijos con ninguna de sus parejas. Murió en su apartamento de Manhattan el 9 de febrero de 2008, por causas naturales, a los 75 años.

## Obras
- Livingstone, Marco (ed.), Pop Art: An International Perspective, The Royal Academy of Arts, London, 1991, ISBN 0-8478-1475-0
- Stokstad, Marilyn, Art History, 1995, Prentice Hall, Inc., and Harry N. Abrams, Inc., Publishers, ISBN 0-8109-1960-5
- Vogel, Carol (1998). The New York Times: INSIDE ART; Perhaps Shot, Perhaps Not. Retrieved January 4, 2008.
- Warhol, Andy and Pat Hackett, Popism: The Warhol Sixties, Harcourt Books, 1980, ISBN 0-15-672960-1
- Watson, Steven, Factory Made: Warhol and the Sixties, Pantheon Books, 2003.